# Matthew Carew
Sir Matthew Carew (* 1531; † vor 2. August 1618) war ein englischer Anwalt und Ritter. Er gehörte zu den führenden Juristen des Elisabethanischen Zeitalters.

## Herkunft und Studien
Matthew Carew entstammte der Familie Carew von Antony in Cornwall. Er war ein jüngerer Sohn von Sir Wymond Carew und dessen Frau Martha Denny. Sein Vater gehörte der Gentry an und hatte am Königshof Karriere gemacht. Nach dessen Tod 1549 wurde Matthews älterer Bruder Thomas Carew sein Erbe. Matthew Carew besuchte die Westminster School und studierte 1548 am Trinity College in Cambridge, wo er 1551 einen Abschluss als Bachelor machte. Anschließend blieb er Fellow des College. Unter der Bedingung, innerhalb von drei Jahren Priester zu werden, wurde er Archidiakon von Norfolk. Er wurde aber weder Diakon noch Priester, und obwohl er nur die niederen Weihen erhielt, blieb er anscheinend bis 1587 Archidiakon. Nach seinem Studium in Cambridge ging Carew zusammen mit Roger Carew, der wahrscheinlich sein Bruder war, ins Ausland. Er studierte an den Universitäten von Löwen und  Paris, in Dole, Padua, Bologna und schließlich in Siena, wo er im Januar 1565 Doktor beider Rechte wurde.

## Karriere als Anwalt
Zurück in England, wurde Carew 1565 Rektor des unweit des Familiensitzes Antony gelegenen Sheviock in Cornwall. Wenig später verließ er jedoch wieder England und begleitete den Earl of Arundel als Übersetzer nach Italien. Nach seiner Rückkehr siedelte er nach London über, wo er 1573 Anwalt am Court of Arches wurde. 1577 wurde er Master am Court of Chancery. 1589 wurde er ehrenhalber Barrister des Gray’s Inn. Als einer der ältesten Master wurde er bei der Thronbesteigung von Jakob I. 1603 zum Ritter geschlagen. 1604 wurde er zum Friedensrichter für Surrey und Hampshire ernannt.
Carew war offenbar ein gewissenhafter Anwalt, der aber auch ungeduldig, pedantisch und zänkisch sein konnte. Offenbar hinterließ er zahlreiche Papiere aus seiner Arbeit im Court of Chancery seinem Neffen George Carew, der diese für sein Werk Treatise of the masters in chancery verwandte. Carew konnte ein Vermögen von mindestens £ 9600 anhäufen, das er aber noch vor seinem Tod großteils durch Betrug wieder verlor. Er wurde am 2. August 1618 in der Kirche St Dunstan-in-the-West in London begraben, wo ein Grabdenkmal mit einer von ihm selbst bestimmten Inschrift errichtet wurde.

## Ehe und Nachkommen
Carew hatte die verwitwete Alice Ingpenny (auch Ingpen) († 1638), eine Tochter von Sir John Ryvers, des Lord Mayor von London von 1573 geheiratet. Von ihren zahlreichen Kindern überlebten nur drei die Kindheit, darunter:
- Thomas Carew (1594–1640)